# Sukadeboom
De sukadeboom (Citrus medica) is een boom uit het geslacht Citrus. De vruchten worden cederappels genoemd en ze worden onder andere gebruikt voor het maken van sukade.

## Verspreiding
De sukadeboom komt oorspronkelijk van het Indisch subcontinent en is gecultiveerd in Chinese gebieden met een gematigd klimaat. De bomen worden onder andere geteeld in Griekenland, (Kreta), Italië (Sicilië en Calabrië) en Corsica. De meeste sukade komt echter uit Puerto Rico.

## Beschrijving
De struik of kleine boom vormt een onregelmatige kroon en heeft een vrij korte levensduur. De kantige, jonge twijgen zijn rood gekleurd en met korte, dikke doornen bezet.
De ovale bladeren hebben een stompe top en een afgeronde of wigvormige bladvoet. De bladrand is getand. De bladsteel is kort en weinig of niet verbreed.
De geurende bloemen zitten in de bladoksels. Bij de zure rassen zijn de bloemknoppen roodachtig, bij de zoete rassen wit-geel. De bloemblaadjes van de zure rassen zijn aan de bovenkant wit en aan de onderkant roodachtig. In de bloem zitten 30 tot 40 à 60 meeldraden. Het vruchtbeginsel is cilindrisch en gaat geleidelijk over in de stamper. Vaak zit de stamper nog aan de rijpe vrucht.
De ovale vrucht heeft een onregelmatige, hokkerige, zeer dikke schil. De top heeft vaak een uitstulping, zoals ook bij de citroen. De vrucht kan 25 cm lang en 4 kg zwaar worden. De rijpe buitenste schil is geel en geurig en bevat een etherische olie. Onder de schil zit een dik, wit mesocarp en het binnenste van de vrucht heeft lichtgroen vruchtvlees, bestaande uit 10 tot 13 segmenten. Het vruchtvlees kan zowel zoet als zuur zijn, maar maakt slechts een klein deel van de vrucht uit. De zaden zijn glad en aan een zijde puntig; van binnen zijn ze wit.

## Geschiedenis
De "cederappel" werd al in de Romeinse keizertijd in de keuken gebruikt: het enige overgeleverde kookboek uit die tijd, het kookboek van Apicius, vermeldt de Cederappel een paar keer.

## Gebruik
De schil wordt gebruikt voor sukade en heeft een geur die aan ceders doet denken en bevat etherische olie die in parfums toegepast wordt. De boom wordt aangeplant als sierboom en ook de vruchten worden decoratief gebruikt.
Toen Citrus medica in Europa bekend werd, veronderstelde men een medicinale werking, zoals de wetenschappelijke naam al suggereert. Dit wordt echter tot de folklore gerekend.

## Rassen

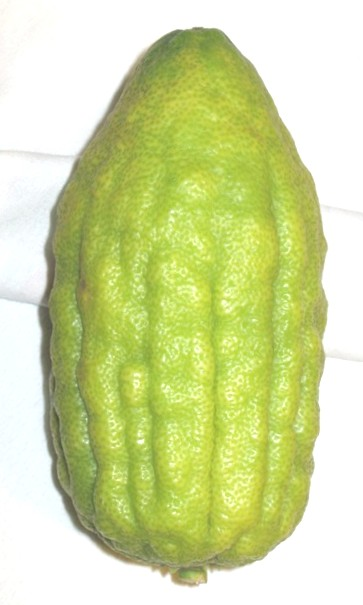
'Diamante', zuur vruchtvlees

De volgende drie rassen zijn voor de teelt van belang:
- Citrus medica "Etrog" (synoniem: Citrus medica var. ethrog Engl.): Bestanddeel van de feestversiering bij het loofhuttenfeest (Soekot).
- Citrus medica "Fingered" (synoniem: Citrus medica var. sarcodactylis (Hoola van Nooten) Swingle, Citrus medica var. digitata): De vrucht staat bekend als "Boeddha's hand" en is zeer decoratief, maar bevat geen saphoudend vruchtvlees. Bij dit ras zijn de vruchtvleessegmenten afzonderlijk door de schil omgeven.
- Citrus medica "Diamante": Van de schil wordt de sukade gemaakt.

De volgende variëteiten worden tegenwoordig bij andere soorten ingedeeld:
- Citrus medica var. acida (Roxb.) Hook. f.: Is nu Citrus aurantiifolia (Christm.) Swingle.
- Citrus medica var. limon L.: Is nu Citrus limon (L.) Burm. f.

## Fotogalerij
|  |  |
|  |  |

... · 
C. aurantifolia (limoen) · 
C. aurantium (zure sinaasappel) · 
Citrus aurantium subsp. currassuviencis (laraha) · 
C. bergamia (bergamot) · 
C. ×clementina (clementine) · 
C. hystrix (papeda) · 
C. japonica (Chinese kumquat) · 
C. ×junos (yuzu) · 
C. kinokuni (cherry orange) · 
C. limon (citroen) · 
C. maxima (pompelmoes) · 
C. maxima × paradisi (pomelo) · 
C. medica (sukadeboom) · 
C. ×microcarpa (calamondin) · 
C. ×natsudaidai (amanatsu) · 
C. ×paradisi (grapefruit) · 
C. reshni · 
C. reticulata (mandarijn) · 
C. reticulata × paradisi (ugli) · 
C. reticulata 'Satsuma' (satsuma) · 
C. sinensis (sinaasappel) · 
C. sinensis 'Cara cara' (cara cara) · 
C. ×tangelo (tangelo) · 
...